# Anthrenus capensis
Anthrenus capensis is een keversoort uit de familie spektorren (Dermestidae). De wetenschappelijke naam van de soort werd in 1835 gepubliceerd door Félix Édouard Guérin-Méneville.